# Квашиоркор

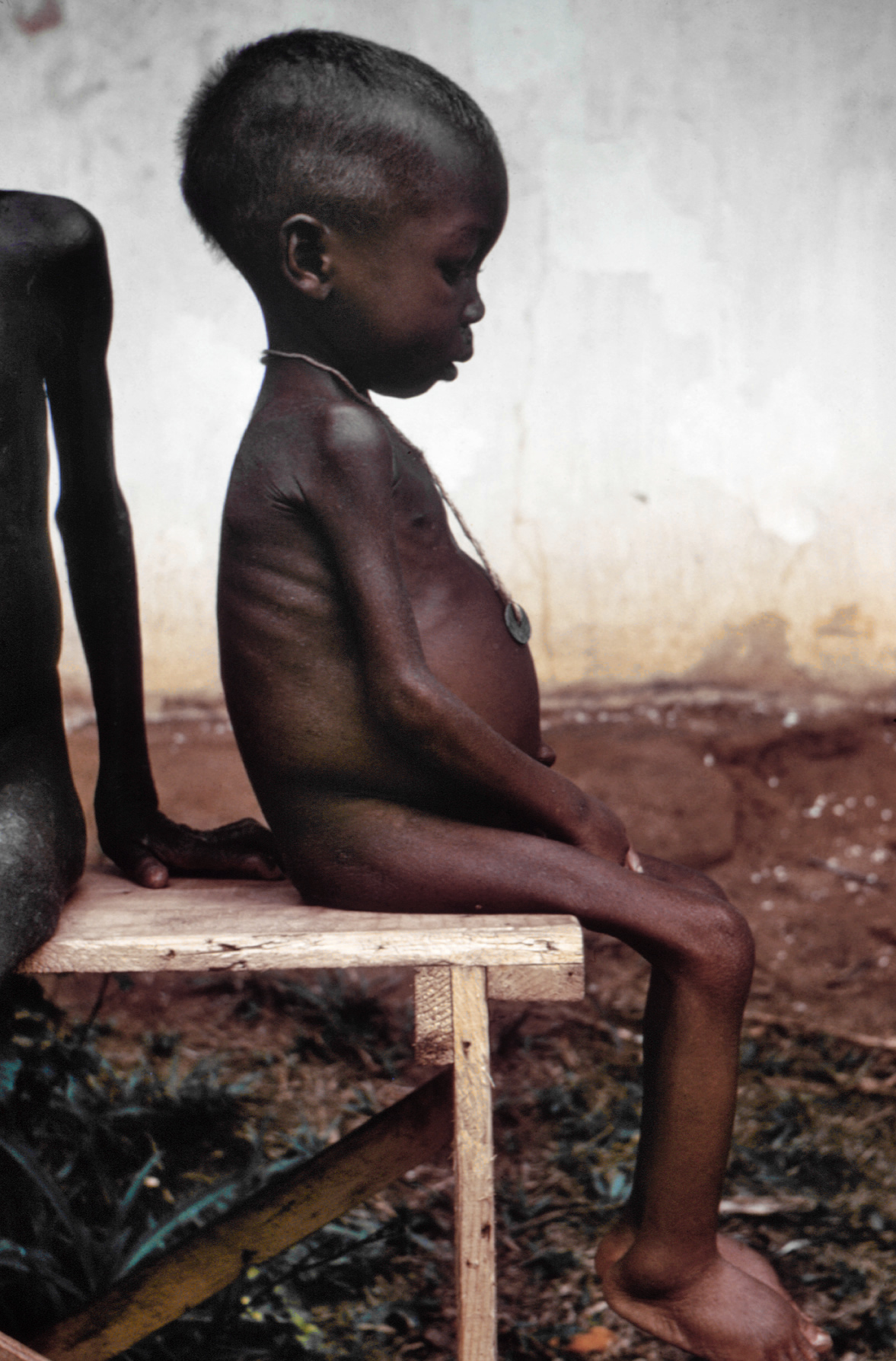
Ребёнок, больной квашиоркором, в лагере для беженцев во время Нигерийской гражданской войны (1967—1970)

Квашиоркор (синонимы: белково-калорийная недостаточность питания, злокачественное расстройство питания, детская пеллагра, гидрокахексия) — вид тяжёлой дистрофии на фоне недостатка белков в пищевом рационе.
Болезнь обычно возникает у детей 1—4 лет, хотя бывает, что она возникает и в более старшем возрасте (например, у взрослых или у более старших детей).

## История
Педиатр с Ямайки Сисели Уильямс (англ. Cicely D. Williams) впервые описала это состояние в медицинском журнале Lancet в 1935 году.
Название происходит от местного наименования состояния у одного из народов Ганы, в переводе означающего «золотой мальчик», «красный мальчик».
Это название произошло от одного из языков побережья Ганы и буквально означает «первый-второй», а также «отвергнутый», тем самым отражая, что состояние начинается у старшего ребёнка после отлучения от груди, часто из-за того, что в семье родился ещё один ребёнок.

## Этиология
Недостаток в рационе белка, в первую очередь легкоусваиваемых животного происхождения (молоко, мясо) с незаменимыми аминокислотами.
Когда ребёнка кормят грудью, он получает из материнского молока определённые белки, необходимые для функционирования организма и роста. Когда ребёнка отлучают от груди, в случае, если продукты, заменяющие материнское молоко, содержат много крахмалов и сахаров и мало белков (обычно в странах, где основная диета людей состоит из крахмалосодержащих овощей и злаков (миль, сорго, маис, фонио, маниок, иням, таро), или там, где начался массовый голод, в социально неблагополучных и бедных семьях), у ребёнка может начаться квашиоркор.

## Патогенез
Белково-энергетическая недостаточность пищи в совокупности с нарушением секреции железами кишечника пищеварительных ферментов приводит к гипоальбуминемии, что в свою очередь приводит к отрицательному азотистому балансу и уменьшению онкотического давления плазмы, вследствие чего возникает гипергидратация клеток тканей, проявляющаяся отёками. Недостаток сывороточных белков приводит к недостаточному синтезу мембранных транспортных белков энтероцитов и транспортных липидов, дисахаридаз (ферменты расщепляющие дисахариды). Вследствие чего возникает снижение всасывания жиров, глюкозы, что в итоге приводит к энергетическому дефициту, нарушениям биохимических реакций организма, жировой инфильтрации печени и подкожной жировой клетчатки, стеаторрее, атрофии поджелудочной железы, снижению уровня инсулина, атрофии слизистой кишечника. Вследствие накопления непереваренных полисахаров, усваиваемых микрофлорой кишечника, и других нарушений всасывания, возникает диарея, что приводит к гиповитаминозам А, B, B9, PP, а также повышенному выделению лактат-анионов и реабсорбции H+, вследствие чего возникает ацидоз.

## Клиника
Один из симптомов — вздутость животов детей, часто возникающая у детей бедных районов Африки, объясняется тем, что клубни маниоки содержат мало белка (1,2 %) и только некоторые незаменимые аминокислоты. При питании, основанном на маниоке, эти факторы приводят к квашиоркору. Из-за недостатка важных аминокислот внутренние органы накапливают воду. В связи с этим рекомендуется употребление также и листьев маниоки, содержащих большое количество белка, в качестве овощей.
При квашиоркоре происходит выпрямление, потускнение, изменение цвета чёрных волос на рыжий (отсюда название), иногда до полного обесцвечивания. Возможны сухость волос, их выпадение с участками возникающей алопеции.

## История
В 1929 году английский врач, работавшая среди местного населения Золотого Берега, столкнулась с загадочным заболеванием, которое поражало в основном маленьких детей и часто приводило к их гибели. Доктор Сисели Уильямс предположила, что болезнь вызвана недоеданием, и дала ей название «квашиоркор», позаимствовав его из языка Га. В 1944 году было установлено, что истинной причиной заболевания является дефицит белка.
Результаты исследований, проведённых Всемирной организацией здравоохранения под эгидой ООН, показали, что случаи квашиоркора, вероятно, встречаются во всех странах тропического пояса, где пища (главным образом, плоды и овощи) бедна белками.
В регионах с умеренным климатом, где расположено подавляющее большинство лечебных учреждений и биолабораторий, нарушение питания чаще рассматривается как синоним нехватки витаминов, а не белков. Это неудивительно, ведь основной элемент диеты в умеренных поясах — злаковые, богатые белком, но лишённые некоторых витаминов.
Однако отёки при голодании описывались в европейских медицинских текстах издавна (люди «пухли с голода»). В первой половине XX века была установлена связь голодных отёков с недостатком белка и стал использоваться термин «безбелковый отёк».